# Clase Danton
La clase Danton fue unas serie de seis buques de tipo acorazado pre-dreadnought de la Marina de Guerra Francesa, construidos entre 1907 y 1911, que sirvieron durante la Primera Guerra Mundial.

## Diseño
Estos seis buques eran inusuales, ya que combinaron la moderna maquinaria de propulsión de turbina a vapor típica de los dreadnoughts, con el armamento multicalibre típico de los pre-dreadnoughts. Fueron diseñados por L'Homme para los programas navales de 1906 y eran un avance considerable con respecto a los anteriores acorazados franceses. Sin embargo fueron eclipsados por el Dreadnought que fue terminado antes de que estos buques, fueran puestos en grada.

## Buques
- Condorcet - nombrado por Marie-Jean-Antoine Nicolas de Caritat de Condorcet - construido por AC de la Loire St Nazaire - colocado 23 de agosto de 1907, lanzado 25 de julio de 1909, Completado 25 de julio de 1911, dado de baja en 1931 y echado a pique en Tolón en 1942. Hundió al crucero austro–húngaro, SMS Zenta durante la Batalla de Antivari frente a la costa de Bar, Montenegro el 16 de julio de 1914.
- Danton - nombrado por Georges-Jacques Danton, construido por Arsenal de Brest - puesto en grada en 1906, botado el 4 de julio de 1909, completado 1 de junio de 1911, hundido por el sumergible alemán SM U-64 el 19 de marzo de 1917  frente a la costa de Cerdeña
- Diderot- nombrado por Denis Diderot - construido por Ateliers et Chantiers de la Loire St Nazaire - puesto en grada el 20 de octubre de 1907, botado el 19 de abril de 1909, completado 1 de agosto de 1911, desguazado en 1937
- Mirabeau - nombrado por Honoré Gabriel Riqueti- construido por Arsenal de Lorient - puesto en grada el 4 de mayo de 1908, botado el 28 de octubre de 1909, completado 1 de agosto de 1911 – dañada y encallado cerca de Crimea en 1919 pero salvado, utilizada como buque blanco desde 1921, desguazado en 1928
- Vergniaud - nombrado por Pierre Victurnien Vergniaud - construido en los Ateliers et Chantiers de la Gironde, Burdeos, puesto en grada en julio de 1908, botado el 12 de abril de 1912, completado el 22 de septiembre de 1911, dado de baja en 1921 utilizado como buque blanco, desguazado en 1928
- Voltaire - nombrado por el filósofo Voltaire- construido por Forges et Chantiers de la Méditerranée, La Seyne, puesto en grada  el 20 de julio de 1907, botado el 1 de agosto de 1911, completado el 1 de agosto de 1911, dado de baja en 1935, desguazado en 1939